# Arche de Santa Catalina
L'arche de Santa Catalina est un monument situé sur la 5a Avenida Norte d'Antigua Guatemala, au Guatemala. Construite au XVIIe siècle, elle reliait à l'origine le couvent de Santa Catalina à une école, permettant aux religieuses cloîtrées de passer d'un bâtiment à l'autre sans avoir à sortir dans la rue. En haut de l'arche, une horloge a été ajoutée à l'époque de la République fédérale d'Amérique centrale, dans les années 1830.
Bien qu'elle soit techniquement détenue par le gouvernement du Guatemala, elle est gérée par la famille Santos, qui comprend Edgar Santos, Oscar Santos, et divers autres. La famille Santos possède également un magasin de jade appelé Reino del Jade et un hôtel nommé Hôtel El Convento.